# Dana Rettke

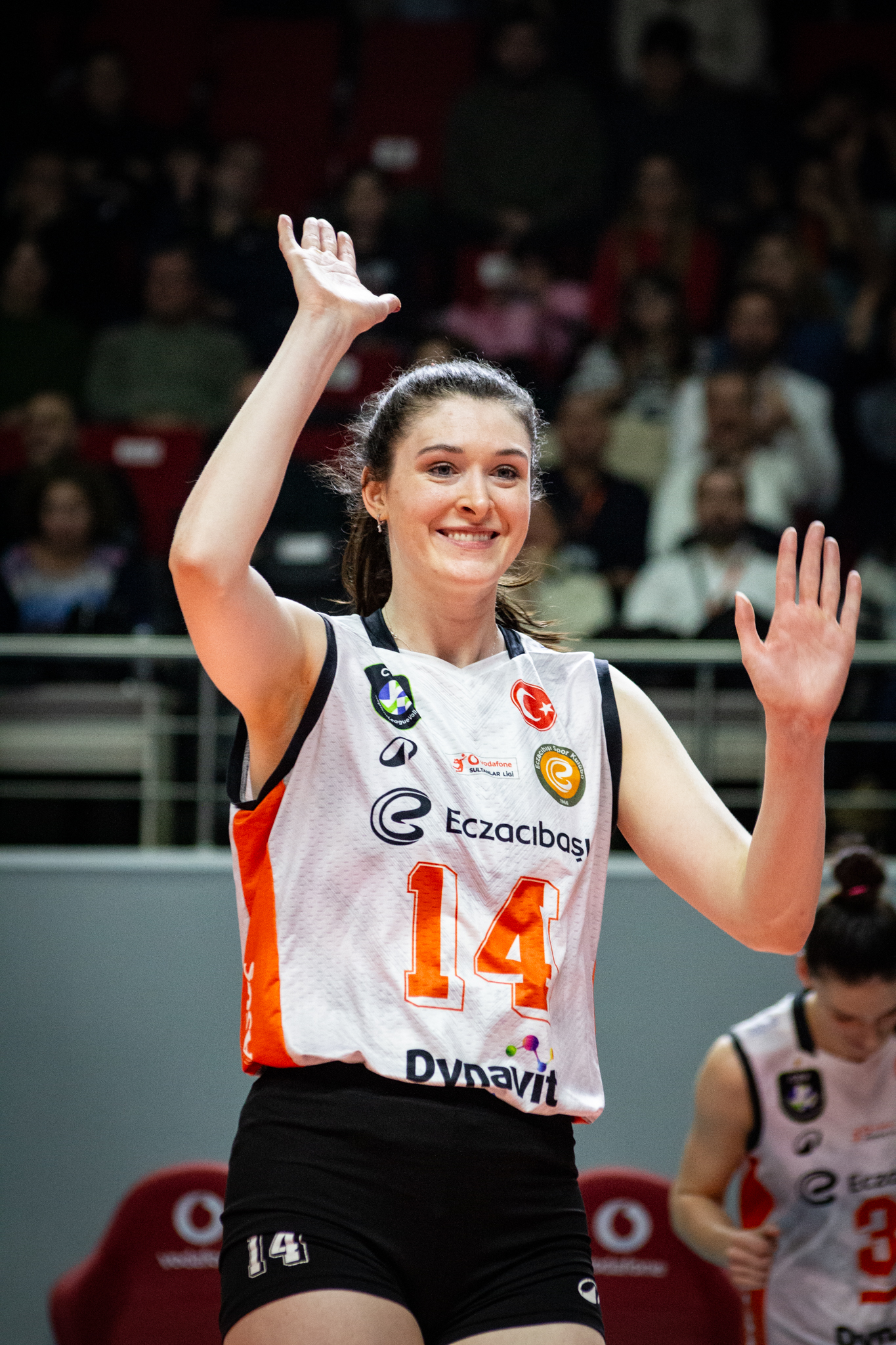
Dana Rettke zawodniczką Eczacıbaşı Dynavit Stambuł

Dana Lynn Rettke (ur. 21 stycznia 1999 w Riverside) – amerykańska siatkarka, reprezentantka kraju, grająca na pozycji środkowej.
Jej zasięg w ataku wynosi 315 cm, a w bloku 308 cm.

## Kariera klubowa
| Lata                      | Klub                       |
| 2017–2021                 | University of Wisconsin    |
| 2022–2024 (od 04.01.2022) | Vero Volley Monza          |
| 2024–                     | Eczacıbaşı Dynavit Stambuł |

## Sukcesy klubowe
Liga uniwersytecka Big Ten Conference:
- 2019[7], 2020, 2021[8]

Liga uniwersytecka NCAA:
- 2021[9]
- 2019
- 2020

Liga włoska:
- 2022[10], 2023[11]

Liga Mistrzyń:
- 2024[12]

Liga turecka:
- 2025[13]

## Sukcesy reprezentacyjne
Liga Narodów:
- 2019[14]

Mistrzostwa Ameryki Północnej, Środkowej i Karaibów:
- 2023[15]

Igrzyska Olimpijskie:
- 2024[16]